# Oudburg
In de 11de eeuw werd het graafschap Vlaanderen door Boudewijn V van Vlaanderen, in vervanging van de Karolingische gouwen, onderverdeeld in kasselrijen, waaronder de kasselrij Gent, ook Oudburg genoemd.
Ze werd bestuurd door een burggraaf in naam van de heer, in dit geval de graaf van Vlaanderen. De burggraaf zetelde in de burcht te Gent, vandaar de naam Oudburg (Vetus Castrum), die eraan gegeven werd na de bouw van de nieuwe burcht: het Gravensteen in 1180. 
Deze kasselrij vormde een heerlijkheid gelegen tussen het Brugse Vrije, de Vier Ambachten, het land van Waas, het land van Dendermonde, het land van Aalst, de kasselrij Oudenaarde en de kasselrij Kortrijk. In het begin van de 14de eeuw werden het land van Waas en de Vier Ambachten afgesplitst van Oudburg. Ook in die periode werd het land van Dendermonde een kasselrij.
Daar de burggraven te veel macht kregen werden ze door de graven Diederik van de Elzas en Filips van de Elzas vervangen door ambtenaren, baljuws. In 1169 werd Gerard Blunde de eerste baljuw van Gent. Op het einde van de 13de eeuw mochten de baljuws van Gent de titel grootbaljuw dragen.
De kasselrij Oudburg omvatte op een bepaald ogenblik de parochies
Aalter, Afsnee, Bachte, Bachte-Maria-Leerne, Baarle, Bellem, Belsele, Destelbergen, Desteldonk, Deurle, Doornzele, Drongen, Eke, Evergem,Hansbeke, Heusden, Knesselare, Landegem, Lochristi, Lotenhulle, Lovendegem, Mariakerke, Meigem, Mendonk, Merendree, Nazareth, Nevele, Oostakker,Oostwinkel, Poesele, Ronsele, Ruiselede, Sint-Denijs-Westrem, Sint-Martens-Latem, Sint-Martens-Leerne, Sleidinge-Sint-Baafs, Vinkt, Vosselare Waarschoot, Sleidinge, Wondelgem, Zaffelare, Zeveneken, Zevergem, Zomergem en Zwijnaarde.
Voor de namen van de burggraven van Oudburg, zie Lijst van burggraven van Gent
Aalst · Belle · Bergues · Beveren · Bourbourg · Bornem · het Brugse Vrije · Dendermonde · Doel · Doornik · Douai ·
 Gent · Ieper · Kassel · Ketenisse · Kortrijk · Oudenaarde · Rijsel · Saeftinghe · Veurne · de Vier Ambachten · Waas